# Cordia iguaguana
Cordia iguaguana là loài thực vật có hoa trong họ Mồ hôi. Loài này được Melch. ex I.M.Johnst. mô tả khoa học đầu tiên năm 1952.